# Luboš Xaver Veselý

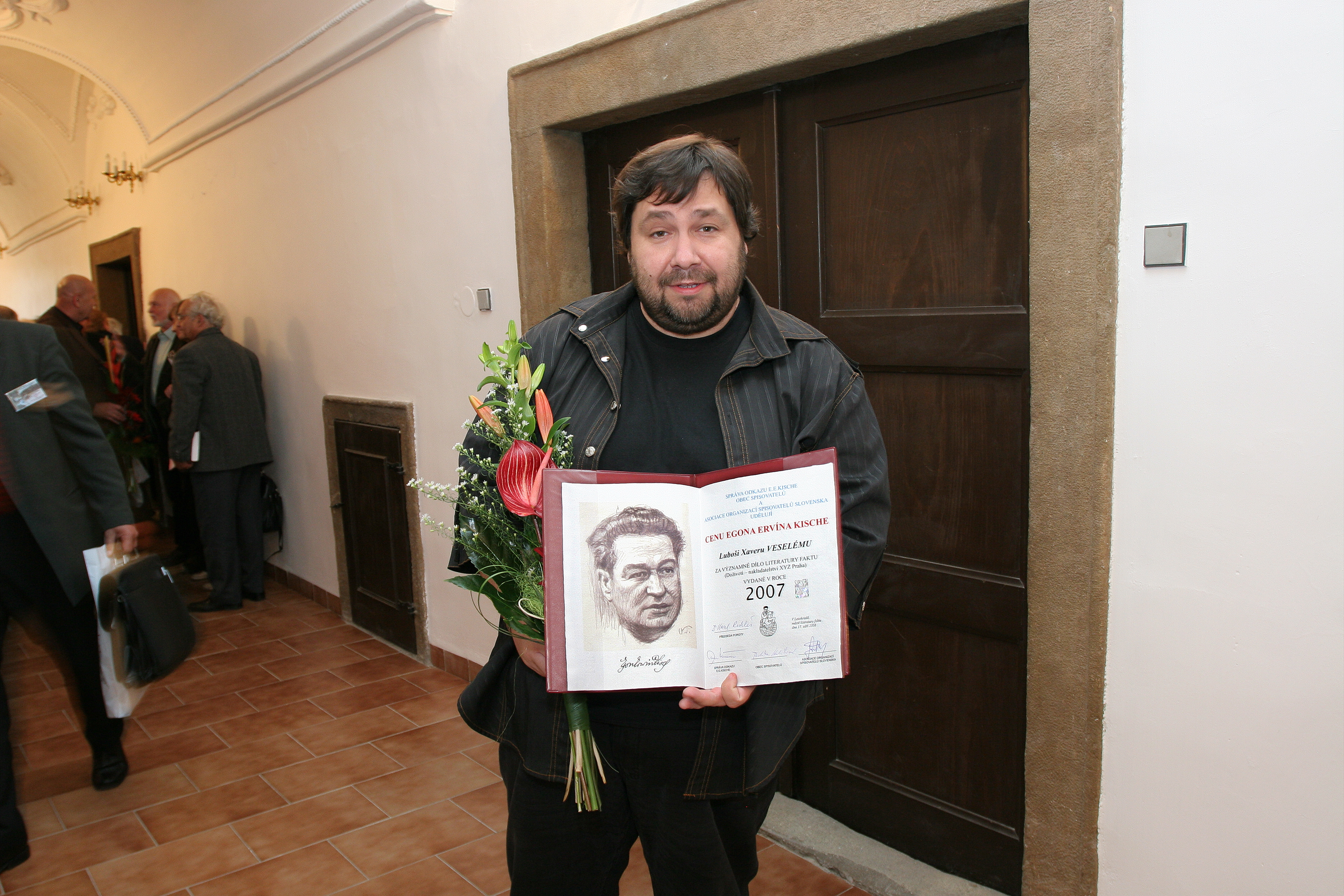
Luboš Xaver Veselý přebírá cenu Egona Erwina Kische

Luboš Xaver Veselý, rodným jménem Lubomír Veselý, (* 25. prosince 1968 Brno) je český spisovatel, moderátor, příležitostný herec, youtuber a zpěvák. Od května 2020 je členem Rady České televize.

## Kariéra
Pokoušel se o hudební karieru s country skupinou Malevil, jejímž byl frontmanem. Ještě v roce 1999 vydali společně hudební CD. Založili tradici hudebních festivalů na Vranovské pláži.
Kariéru rozhlasového moderátora zahájil v roce 1996 v soukromém Rádiu Brno. Od roku 2002 působil na rádiu Frekvence 1, kde moderoval dopolední show Křížový výslech, později polední show Xaver na Frekvenci 1, od roku 2011 pořad Pressklub, později  pořad Živá noc. Bez přestávky zde působil celkem 17 let.
Dne 19. května 2008 se zapsal do české verze Knihy rekordů, když 24 hodin moderoval talk show Talkmaraton v pražském divadle Palace.
Od ledna 2015 moderoval pravidelné rozhovory s prezidentem republiky Milošem Zemanem v pořadu s názvem Prezidentský Pressklub, poté co prezident odmítl pokračovat v pořadu Českého rozhlasu Hovory z Lán. Od roku 2017 začal moderovat v internetové televizi XTV pořady přebírané i televizí Seznam.
Na Univerzitě Jana Amose Komenského Praha vystudoval bakalářský obor sociální a mediální komunikace. Podle serveru Forum24.cz byla kvalifikační práce Míra ovlivnění knižního trhu a čtenářských návyků médii a marketingem univerzitou označena za částečný plagiát pro textové shody s prací na Univerzitě Karlově z roku 2014 od pozdějšího tiskového mluvčího Víta Nováka, s nímž se Veselý znal. Oponent práce vyslovil nedoporučující stanovisko a v červnu 2016 nebyla obhájena. Veselý možné plagiátorství striktně odmítl.
Od června 2019 do července 2021 moderoval pořad Xaver a host, který Český rozhlas vysílal v síti svých regionálních stanic.
Kontroverze vzbudil v září 2019 jeho rozhovor s premiérem Andrejem Babišem, který podle kritického článku serveru Hlídací pes byl prost jakýchkoli kritických dotazů a v rozporu s kodexem veřejnoprávního média. Rada pro rozhlasové a televizní vysílání pak v říjnu téhož roku vydala na základě vlastní analýzy stanovisko, že „host pořad využil pro propagaci svých osobních kvalit a politických úspěchů a cílů, ..., neboť ho moderátor nijak neusměrňoval, přestože si uvědomoval, že zde tato propagace probíhá.“ „Politizaci rozhovoru a zmaření původního záměru o nepolitické vyznění ... nezabránil.“
Ředitel regionálního vysílání Českého rozhlasu Jan Menger se ale domnívá, že „nebyl porušen Kodex (Českého rozhlasu) ani zákon.“ Stejně tak generální ředitel rozhlasu René Zavoral „vnímá podnět velmi vážně“, a zároveň upozornil, že analýza rady pro vysílání neshledala porušení vysílacího zákona. Veselý se hájil tím, že řadu let moderuje ve stylu spíše osobního a nepolitického povídání, které mu získalo mnoho příznivců, a podobně jako s Babišem se předtím bavil také s Alexandrem Vondrou, Jiřím Čunkem nebo Petrem Gazdíkem, což jeho kritici ignorují.
S kritickými ohlasy jej pak konfrontovali redaktoři pořadu Newsroom ČT24. Rozhovor s nimi si také sám nahrál a zveřejnil, včetně svých reakcí, ještě dříve než sama televize. V podcastu Deníku N pak Nora Fridrichová vyjádřila obdobně kritický názor, „Pan Veselý se rád holedbá tím, jak skvělý je novinář, ale když se podíváte na rozhovory, které vede s politiky, tak on působí jako vděčný držák mikrofonu, který klade nekonfliktní otázky a v podstatě leští PR toho politika.“ Podle Veselého se Fridrichová v rozhovoru několikrát odvolávala na Ústav nezávislé žurnalistiky a „To ve mně vyvolalo zájem, vyjel jsem se tam podívat a slovutná instituce sídlila někde v chatce.“
Dva týdny po začátku angažmá Xavera Veselého v Českém rozhlase, 13. června 2019, vzbudila kritiku věta, kterou v XTV Veselý pronesl na konci interview s Václavem Klausem mladším. „Na závěr mám pro vás jednu dobrou zprávu pane Klausi, až budou volby, tak máte jistý jeden hlas.“ Podle kritiků tím vyjádřil podporu Klausovi mladšímu, což by bylo v rozporu s kodexem Českého rozhlasu. Podle mluvčího rozhlasu Jiřího Hošny ale „Veselý svou osobní podporu explicitně panu Klausovi nevyjádřil.“ „Veselý nevyslovuje explicitně sám za sebe preferenci nebo podporu a neříká jednoznačně, čí že to hlas má vlastně pan Klaus jistý.“
V září 2019 pak oznámil kandidaturu do Rady České televize, ke které se vyjadřoval kriticky. Podporu mu vyjádřil mimo jiné předseda hnutí Trikolóra Václav Klaus mladší. Do rady ho nominovalo Centrum pro občanské svobody, které Václav Klaus mladší založil. Veselý prohlásil, že není voličem Václava Klause mladšího. V Duelu Jaromíra Soukupa 9. října 2019 kritizoval Českou televizi za netransparentní hospodaření, včetně nezveřejňování smluv, které Česká televize uzavřela, nebo jejich začerňování.
V říjnu 2019 Správa Pražského hradu uzavřela smlouvu s mediální společností XTV, jejíž tváří Veselý byl, na natočení několika reklamních rozhovorů či videospotů. Veselý však podle svého vyjádření smlouvu nedojednával a na práci pro Hrad se neměl nijak podílet. Veselý se nehlásí ani k samotné firmě XTV, která sídlí na místě jeho trvalého bydliště. „O té společnosti opravdu nic nevím. Jsem tady páté kolo u vozu.“ řekl pro týdeník Euro.
V lednu 2020 obdržel anticenu Zlatý citrón v rámci předávání cen Trilobit Českého filmového a televizního svazu FITES. Podle rozhodnutí poroty byla cena udělena za „podbízivý styl moderování, při kterém nejen v soukromé XTV otevřeně projevuje své sympatie i antipatie k jednotlivým událostem či hostům ve studiu. Nevyhýbá se ani politickým postojům, což je zarážející vzhledem k jeho angažmá ve veřejnoprávním Českém rozhlase, který si na nestrannosti moderátorů donedávna velmi zakládal.“ Veselý převzetí ceny komentoval slovy: „Jsem rád, že si tuhle cenu můžu převzít, protože mám za to, že jediným arbitrem úspěchu nebo neúspěchu v naší branži je divák nebo posluchač. (…) Děkuji vám, poroto, že ztrácíte čas a díváte se na mé projekty a na mé moderování.“ Podle Veselého je anticena součástí hry, která se proti němu rozjela. Tutéž cenu obdržel i v roce 2021.
Dne 27. května 2020 jej Poslanecká sněmovna PČR zvolila členem Rady České televize. Získal 111 ze 193 hlasů (ke zvolení bylo třeba 97 hlasů).
Po svém zvolení prohlásil, že chce hlavně kontrolovat hospodaření ČT a přeje si, aby byla televize více transparentní, například přestala začerňovat smlouvy, které dává do registru smluv. V rozhovoru pro Aktuálně.cz řekl, že „Rada ČT nesmí ze zákona zasahovat ani do programu, ani do výroby. To považuji za svaté. Co Rada ČT může, je diskutovat. A k diskusi je spousta věcí. Například hospodaření, programová skladba a řada dalších věcí. ... Občané koncesionáři si nezaslouží, aby ředitel takto důležité instituce řekl, že ještě nejsou lidé zralí na to, aby znali platy lidí v České televizi.“ Vyjádřil své výhrady k tomu, že Rada ČT generálnímu řediteli ČT Petru Dvořákovi každý rok odsouhlasila odměnu ve výši desetinásobku jeho měsíčního platu, a prohlásil, že on pro finanční odměnu pro ředitele ČT hlasovat nebude.
Luboš Veselý ve svém youtubeovém pořadu Xaver ŽIVĚ #208 ze 3. února 2023 reagoval na výrok Světlany Witowské ve StandaShow, že Luboš Veselý není novinář: "Ona má stoprocentní pravdu. Já jsem nikdy nebyl a nejsem novinář. Mně to pořád někdo podsouvá. Pořád, pořád, pořád. Dokonce i na Wikipedii, kterou prostě píše, nevím kdo, je napsáno "novinář". Já jsem novinářem nikdy nebyl, já jsem o to nikdy neusiloval."
Od srpna 2021 působí především na YouTube "Xaver Live" a projektu XTV, když před tím sám k 31. červenci 2021 ukončil spolupráci s Českým rozhlasem.
Žije v Praze.

## Knihy
Každá z jeho knih má audioverzi.
- Country kuchařka, aneb jídla která mám rád, 1999, Nakldatelství MUSIC ART PROMOTION AND SURUM ISBN 80-85799-60-X, ean: 9788085799606
- Křížový výslech na Frekvenci 1, 2006, Nakladatelství XYZ – To nejlepší z pořadu Křížový výslech na Frekvenci 1.
- Talk maraton, 2006, Nakladatelství XYZ – Knižní přepis nejdelší moderované talk show v České republice.
- Jak jsem potkal hubnutí, aneb můj rok s Lindou, 2007, Nakladatelství XYZ – Knižní zpracování zkušeností v rámci reklamní kampaně pro společnost Zentiva.
- Doživotí, 2007, Nakladatelství XYZ – V českých věznicích žije více než třicet doživotně odsouzených vězňů. Všichni odsouzení odpykávají trest za hrůzné činy, které se zcela vymykají lidskému chápání. Ovšem jsou to stále lidé, kteří mají pocity, emoce a často i pocit nespravedlnosti s tím jak byl jejich proces veden. Autor Luboš Veselý se rozhodl pro velmi nelehlý úkol. Podařilo se mu přesvědčit mnoho kompetentních lidí, aby mu umožnili osobní setkání ve věznicích, a především dokázal přesvědčit vězně k autentické a otevřené zpovědi, která je základem této knihy. Kniha obsahuje výpovědi Jiřího Kajínka, Oto Bierdemana, Ludvíka Černého či posledního vězně odsouzeného původně k trestu smrti Zdeňka Vocáska. (Autor obdržel za tuto knihu cenu E.E. Kische za rok 2007.[38])
- 150 otázek pro Jiřího Paroubka, 2010, Nakladatelství XYZ – To nejlepší z rozhovorů s bývalým premiérem ČR, Jiřím Paroubkem.
- Jak se vraždí v Čechách, 2013, Nakladatelství Daranus – Volné pokračování knihy Doživotí, ve které autor představuje životní příběhy zločinců odsouzených za mimořádně závažné trestné činy.

- Moje Las Vegas, 2015, Nakladatelství Olympia – Moje Las Vegas pomůže čtenáři proniknout do tajů tohoto města, do jeho zákoutí i historických souvislostí. Jednotlivé kapitoly jsou doplněny o rozhovory s významnými českými celebritami, jejichž životní dráha se s tímto městem nějak protnula a nechybí ani jejich zábavné historky a zážitky.

- Jak se těží miliardy, 2015, Nakladatelství Olympia – Děj knihy čtenáře zavede mimo jiné do divokých 90. let, kde se zrcadlí podivuhodný příběh o budování reálného kapitalismu v ČR. Čtenář dostává jedinečnou možnost nahlédnout pod pokličku rozhodovacích procesů nejen v nejvyšších patrech managementu tehdejších firem, ale také ve vládních kruzích. O tom, jak se privatizovala jedna z největších firem v naší zemi, vzpomínají všichni důležití aktéři kauzy. (Autor obdržel za tuto knihu čestné uznání E.E. Kische za rok 2015.[38])
- Politické kauzy, 2016, Nakladatelství Daranus – Miliony v krabici od vína, kterou obdržel hejtman David Rath. Láska premiéra Petra Nečase k ředitelce jeho kabinetu Janě Nagyové, jež způsobila pád vlády. Podezřelé obálky šéfa Věcí veřejných Víta Bárty. Utajovaná, leč neutajená lánská schůzka místopředsedy ČSSD Michala Haška a jeho kolegů s prezidentem Zemanem, která měla vyhodit ze sedla Bohuslava Sobotku. Záhadná privatizace severomoravských dolů. Podivný nákup letadel CASA. To jsou některé z kauz, které v nedávné minulosti otřásly českou politickou scénou. Moderátor a publicista Luboš Xaver Veselý jich v této knize shromáždil celkem jedenáct. Svého času plnily první stránky novin a uprostřed mediálního třeštění se často vytrácely souvislosti a smývaly rozdíly mezi padouchy a hrdiny. Ačkoli na ně česká veřejnost nezapomněla, dnes už si málokdo dokáže vybavit, jak ten či onen případ vlastně skončil a zda vůbec byli nalezeni a potrestáni viníci.

## Moderování
- Xaverkaffe – pódiová talk show, která několik let fungovala na několika brněnských jevištích
- Co vy na to, paní Heleno? – zájezdová jevištní talk show s Helenou Růžičkovou
- Xaver Live – late night show brněnské BTV, kam si Veselý zval své hosty a dělal si s nimi co chtěl
- Křeslo pro hosta – pódiový pořad
- Cafe X – talk show, kterou vysílala Česká televize v roce 2008
- Talk maraton – úspěšný pokus o překonání českého rekordu v délce trvání moderované talk show[zdroj⁠?!]
- Prásk – noční show vysílaná TV Nova
- Křížový výslech – pořad vysílaný na rádiu Frekvence 1 v letech 2002–2008
- Xaver na Frekvenci 1 – pořad vysílaný na rádiu Frekvence 1 věnovaný dění na českých televizních obrazovkách
- Pressklub – pořad rádia Frekvence 1, v němž jsou zpovídány vlivné osobnosti českého veřejného života
- Prezidentský Pressklub – pořad Frekvence 1, ve kterém Veselý živě zpovídal prezidenta Miloše Zemana[39]
- XTV – nezávislá internetová televize XTV (od 2017)[40]
- Xaver Live (YouTube) – rozhovory s hosty živě na YouTube (od 2018).
- Xaver a host – pořad vysílaný na regionálních stanicích Českého rozhlasu, připravuje ČRO Region Střední Čechy (2019–2021).
- Xaverův veselý kvíz – soutěž o propagační předměty ČRO a DAB rádio, ČRO Region Střední Čechy, přebíraly i ostatní regionální stanice ČRO (2020).

## Film
- Cyranův ostrov (2008) – role agenta KGB
- Jedlíci aneb Sto kilo lásky (2013)[41] – jedna z hlavních rolí
- Modelky s.r.o. (2014)[42] – krátká role trafikanta

## Hudební alba
- Dnes večer v Country baru (1994) - s vlastní skupinou Malevil
- Teď už vím (1999) - s vlastní skupinou Malevil